# Старожёлтиково
Старожёлтиково — деревня в Сергиево-Посадском районе Московской области, в составе муниципального образования Сельское поселение Васильевское (до 29 ноября 2006 года входила в состав Васильевского сельского округа).
Расположена примерно в 20 км (по шоссе) на запад от Сергиева Посада, на водоразделе рек Имбушки (левый приток Вели) и Вори, высота центра деревни над уровнем моря — 243 м.

## Население
| 2002 | 2006 | 2010 |
| ---- | ---- | ---- |
| 4    | ↗7   | ↗10  |